# La Chapelle-Faucher
La Chapelle-Faucher is een gemeente in het Franse departement Dordogne (regio Nouvelle-Aquitaine) en telt 379 inwoners (2004). De plaats maakt deel uit van het arrondissement Nontron.

## Geografie
De oppervlakte van La Chapelle-Faucher bedraagt 18,1 km², de bevolkingsdichtheid is 20,9 inwoners per km².
De onderstaande kaart toont de ligging van La Chapelle-Faucher met de belangrijkste infrastructuur en aangrenzende gemeenten.

## Demografie
Onderstaande figuur toont het verloop van het inwonertal (bron: INSEE-tellingen).